# Zygotrichia leucostoma
Zygotrichia leucostoma là một loài rêu trong họ Pottiaceae. Loài này được (R. Br.) Brid. mô tả khoa học đầu tiên năm 1826.